# Casearia glomerata
Casearia glomerata Roxb. – gatunek rośliny z rodziny wierzbowatych (Salicaceae Mirb.). Występuje naturalnie w Indiach, Bhutanie, Wietnamie oraz Chinach (w prowincjach Fujian, Guangdong, Hajnan i Junnan, a także w regionach autonomicznych Kuangsi i Tybecie). 

## Morfologia
PokrójZrzucające liście drzewo lub krzew dorastające do 4–10 m wysokości.
LiścieBlaszka liściowa ma kształt od eliptycznego do owalnie eliptycznego. Mierzy 9–12 cm długości oraz 3–5 cm szerokości, jest nieco ząbkowana na brzegu, ma rozwartą nasadę i spiczasty wierzchołek. Ogonek liściowy jest nagi i dorasta do 10–12 mm długości.
KwiatySą zebrane po 10–15 w kłębiki, rozwijają się w kątach pędów. Mają 5 działek kielicha o podługowatym kształcie i dorastających do 2–3 mm długości. Kwiaty mają 8–10 pręcików.
OwoceMają podługowaty kształt i osiągają 4 mm średnicy.

## Biologia i ekologia
Rośnie w widnych lasach, na terenach nizinnych. 

## Zmienność
W obrębie tego gatunku wyróżniono jedną odmianę:
- Casearia glomerata var. sikkimensis (N.Mukh.) R.C.Srivast.